# Izopropil-amin
Az izopropil-amin (monoizopropil-amin, MIPA, 2-propilamin) az aminok közé tartozó szerves vegyület. Színtelen, higroszkópos, gyúlékony folyadék, szaga az ammóniára emlékeztet. Vízzel korlátlanul elegyedik. A vegyipar fontos köztiterméke.

## Reakciói
Más egyszerű alkil-aminok jellemző reakcióit adja: protonálás, alkilezés, acilezés, karbonilvegyületekkel történő kondenzáció. A többi egyszerű alifás aminhoz hasonlóan gyenge bázis: a [(CH3)2)CHNH3]+ pKa értéke 10,63.

## Előállítása és felhasználása
Előállítható izopropil-alkohol ammóniával katalizátor jelenlétében végzett aminálásával:
(CH3)2CHOH + NH3 → (CH3)2CHNH2 + H2O
Számos herbicid és peszticid, többek között az atrazin, bentazon, glifozát, imazapir, ametrin, dezmetrin, prometrin, pramitol, dipropetrin, propazin, fenamifosz és iprodion szintézisének építőeleme. Számos anyag – például bevonóanyagok, műanyagok, peszticidek, gumiipari anyagok és gyógyszerek – előállításának köztiterméke, illetve adalékanyagként is használják a kőolajiparban.

## Fordítás
Ez a szócikk részben vagy egészben  az   Isopropylamine című angol Wikipédia-szócikk ezen változatának fordításán alapul.  Az eredeti cikk szerkesztőit annak laptörténete sorolja fel. Ez a jelzés csupán a megfogalmazás eredetét és a szerzői jogokat jelzi, nem szolgál a cikkben szereplő információk forrásmegjelöléseként.

## További olvasnivalók
- International Chemical Safety Card 0908
- NIOSH Pocket Guide to Chemical Hazards #0360. National Institute for Occupational Safety and Health (NIOSH)